# FBI – New York különleges ügynökei
Az FBI, a második évadtól FBI – New York különleges ügynökei (eredeti cím: FBI) 2018-ban bemutatott amerikai televíziós sorozat. A műsor alkotói Dick Wolf és Craig Turk, a történet pedig a Szövetségi Nyomozóiroda New York-i irodájának nyomozásait követi végig. A főbb szereplők közt megtalálható Missy Peregrym, Zeeko Zaki, Jeremy Sisto, Ebonée Noel és Connie Nielsen.
A sorozator az Amerikai Egyesült Államokban a CBS kezdte adni 2018. szeptember 25-én, Magyarországon a TV4 2021. május 3-án mutatta be.

## Cselekmény
A történet a New York-i FBI-iroda mindennapjaiba és nyomozásaiba enged betekintést. A középponban a rendőrcsaládból származó Maggie Bell ügynök, és társa, az egykoron a DEA fedett ügynökeként dolgozó O. A. Zidan áll. Ők ketten Dana Mosier csapatának a tagjai, amibe  tartozik még az iroda "idegközpontja"ként működő Jubal Valentine és egy zseniális elemző, Kristen Chazal is.

## Szereplők
| Szereplő             | Színész              | Magyar hang            |
| -------------------- | -------------------- | ---------------------- |
| Maggie Bell          | Missy Peregrym       | Bogdányi Titanilla     |
| Omar Adom "OA" Zidan | Zeeko Zaki           | Fehér Tibor            |
| Jubal Valentine      | Jeremy Sisto         | Horváth-Töreki Gergely |
| Kristen Chazal       | Ebonée Noel          | Nádasi Veronika        |
| Dana Mosier          | Sela Ward            | Kovács Nóra            |
| Isobel Castille      | Alana de la Garza    | Pap Katalin            |
| Stuart Scola         | John Boyd            | Dányi Krisztián        |
| Tiffany Wallace      | Katherine Renee Kane | Solecki Janka          |

## Epizódok
| Évad | Évad | Részek száma | Részek száma | Eredeti sugárzás     | Eredeti sugárzás  | Eredeti adó          | Magyar sugárzás      | Magyar sugárzás | Magyar adó |
| Évad | Évad | Részek száma | Részek száma | Évadbemutató         | Évadzáró          | Eredeti adó          | Évadbemutató         | Évadzáró        | Magyar adó |
| ---- | ---- | ------------ | ------------ | -------------------- | ----------------- | -------------------- | -------------------- | --------------- | ---------- |
|      | 1.   | 22           | 22           | 2018. szeptember 25. | 2019. május 14.   |                      | 2021. május 3.       | 2021. június 2. |            |
|      | 2.   | 19           | 19           | 2019. szeptember 24. | 2020. március 31. | 2021. június 3.      | 2021. június 29.     |                 |            |
|      | 3.   | 15           | 15           | 2020. november 17.   | 2021. május 25.   | 2021. október 25.    | 2021. november 15.   |                 |            |
|      | 4.   | 21           | 21           | 2021. szeptember 21. | 2022. május 17.   | 2022. március 4.     | 2022. szeptember 15. |                 |            |
|      | 5.   | 23           | 23           | 2022. szeptember 20. | 2023. május 23.   | 2023. február 7.     | 2023. szeptember 21. |                 |            |
|      | 6.   | 13           | 13           | 2024. február 13.    | 2024. május 21.   | 2024. szeptember 11. | 2024. szeptember 27. |                 |            |
|      | 7.   | 22           | 22           | 2024. október 15.    | 2025. május 20.   | 2025. augusztus 29.  | 2025. szeptember 29. |                 |            |
|      | 8.   |              |              | 2025. október 13.    | n. a.             | n. a.                | n. a.                |                 |            |